# Gurlittsamlingen
Cornelius Gurlitts kunstsamling blev først kendt gennem medierne som "Schwabinger Kunstfund". I 2012 blev omkring 1.200 kunstværker konfiskeret fra Gurlitts lejlighed i München under en ransagelse af skattemyndighederne. Da der kort efter blev fundet flere kunstværker i Gurlitts Salzburg-hus, steg antallet af genstande til omkring 1.600. Hele kunstsamlingen blev testamenteret af Gurlitt til Kunstmuseum Bern.
Da Cornelius Gurlitts far, kunsthistorikeren Hildebrand Gurlitt, samarbejdede med det nationalsocialistiske regime som kunsthandler, var det nærliggende at undersøge samlingen for nazi-plyndret kunst.
Cornelius Gurlitt var en af de første private samlere i Tyskland, der gik med til en systematisk sporing af ejerskabet af sin samling og genskabte nazi-plyndrede kunstværker i henhold til Washington Principles (en).